# Peromyscopsylla tikhomirovae
Peromyscopsylla tikhomirovae är en loppart som först beskrevs av Ioff 1946.  Peromyscopsylla tikhomirovae ingår i släktet Peromyscopsylla och familjen smågnagarloppor. Inga underarter finns listade i Catalogue of Life.